# Карл Людвиг Баденский
Карл Людвиг Баденский (нем. Karl Ludwig von Baden; 14 февраля 1755, Карлсруэ — 16 декабря 1801, Арбуга, Вестманланд) — наследный принц Баденский. Отец императрицы Елизаветы Алексеевны, супруги Александра I,  и дедушка императрицы Марии Александровны, супруги Александра II. Карл Людвиг так и не взошёл на баденский трон, умерев раньше отца.

## Биография
Старший сын маркграфа Карла Фридриха Баденского и его первой жены Каролины Луизы Гессен-Дармштадтской. С рождения он являлся наследником престола.
Карл Людвиг был тучным и болезненным человеком. Он всю свою жизнь стоял в тени своего отца. С 1773 года он принимал участие в заседаниях Тайного совета в Карлсруэ. В 1795 году он стал генерал-фельдцойгмейстером Швабского императорского округа. После свадьбы его дочери Луизы с российским цесаревичем Александром, он получил чин русского генерала.
В 1801 году Карл Людвиг и его супруга посетили свою дочь Луизу, которая теперь была русской царицей. По пути домой, он посетил ещё одну дочь, Фридерику, королеву Швеции. Обратный путь в Германию начался 15 декабря, из замка Грипсхольм. В тот же день, недалеко от Арбуги, карета опрокинулась. Карл Людвиг в результате инцидента, перенёс инсульт. Его доставили в Арбугу, где он скончался на следующий день, пролежав без сознания двенадцать часов. 17 января 1802 года, он был похоронен в церкви Риддархольмена, в Стокгольме. Его сердце было похоронено в замковой церкви, в Пфорцхайме.

## Семья
В 1774 году Карл Людвиг женился на своей кузине Амалии Гессен-Дармштадтской (1754—1832), дочери ландграфа Людвига IX (дяди по матери). Дети:
- Амалия (13 июля 1776 — 26 октября 1823), замужем не была. Детей не имела.
- Каролина (13 июля 1776 — 13 ноября 1841), замужем за королём Баварии Максимилианом I (его вторая жена);
- Луиза (24 января 1779 — 16 мая 1826), замужем за российским императором Александром I;
- Фредерика (12 марта 1781 — 25 сентября 1826), замужем за королём Швеции Густавом IV Адольфом;
- Мария (7 сентября 1782 — 8 декабря 1808), замужем за Фридрихом Вильгельмом, герцогом Брауншвейгским;
- Карл Фридрих (13 сентября 1784 — 1 марта 1785), умер в младенчестве.
- Карл (8 июня 1786 — 8 декабря 1818), великий герцог Бадена с 1811 по 1818;
- Вильгельмина (10 сентября 1788 — 27 января 1836), замужем за Людвигом II, великим герцогом Гессенским. Её дочь стала супругой российского императора Александра II.

Его дочери вступили в очень выгодные браки, и в этом заслуга Карла Людвига. Он умер 16 декабря 1801 года в Швеции в гостях у дочери Фредерики.
6 августа 1801 года был награждён орденом Св. Андрея Первозванного.